# Ecdeiocolea
Ecdeiocolea F. Muell. é um género botânico pertencente à família Ecdeiocoleaceae.
Existe uma única espécie e é encontrada no sudoeste da Austrália.

## Espécie
- Ecdeiocolea monostachya